# Gare de Mouscron
La gare de Mouscron (en néerlandais station Moeskroen) est une gare ferroviaire belge de la ligne 75, de Gand-Saint-Pierre à Mouscron (frontière), située à proximité du centre de la ville de Mouscron dans la province de Hainaut en Région wallonne.
Elle est mise en service le 14 août 1842 par l'administration des chemins de fer de l'État Belge. C'est une gare de la Société nationale des chemins de fer belges (SNCB) desservie par des trains InterCity (IC), Omnibus (L) et d'Heure de pointe (P). C'est également une gare ouverte au service des marchandises.

## Situation ferroviaire

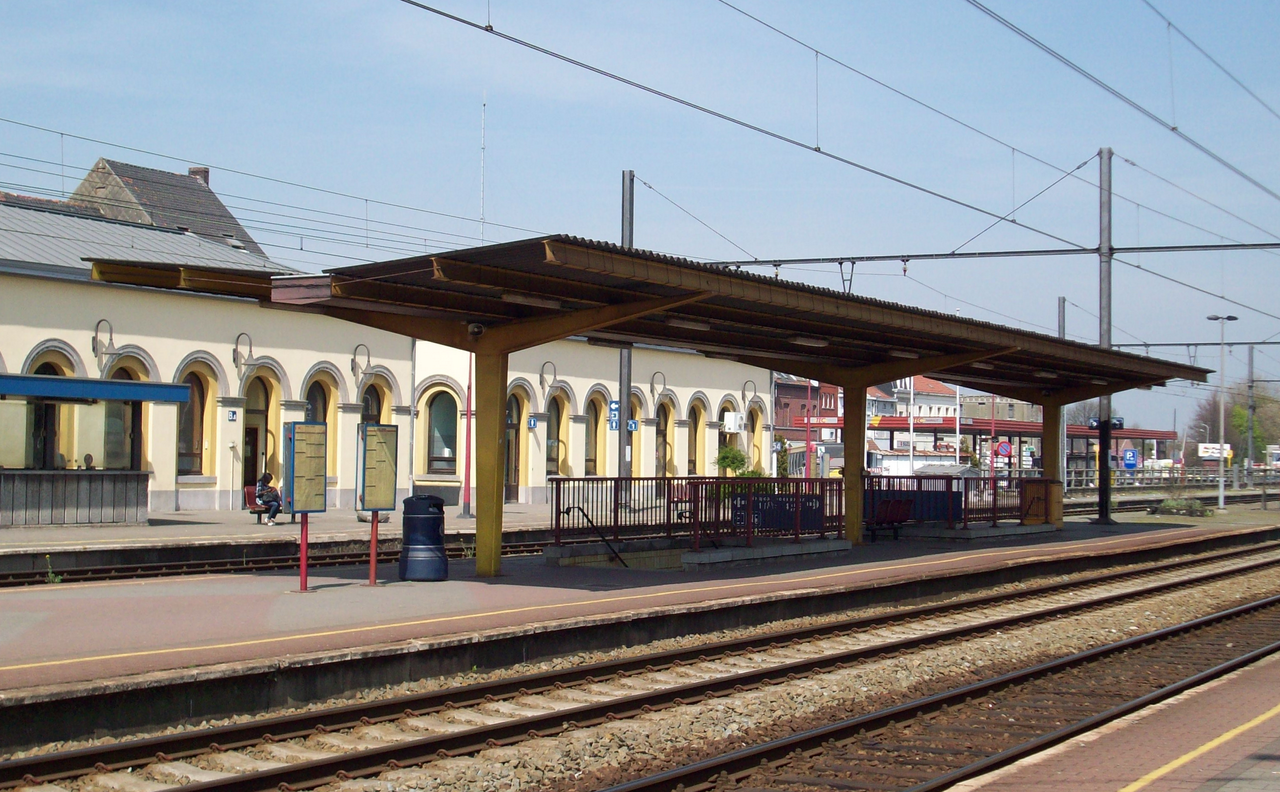
Intérieur de la gare.

Établie à 40 mètres d'altitude, la gare de Mouscron est située au point kilométrique (PK) 54,283 de la ligne 75 de Gand-Saint-Pierre à Mouscron (frontière), entre la gare de Courtrai et la frontière franco-belge ; la gare de Tourcoing est la première gare française de la ligne de Fives à Mouscron (frontière). C'est une gare de bifurcation avec la ligne 75A, de Mouscron à Froyennes, dont la gare suivante est Herseaux.

## Histoire

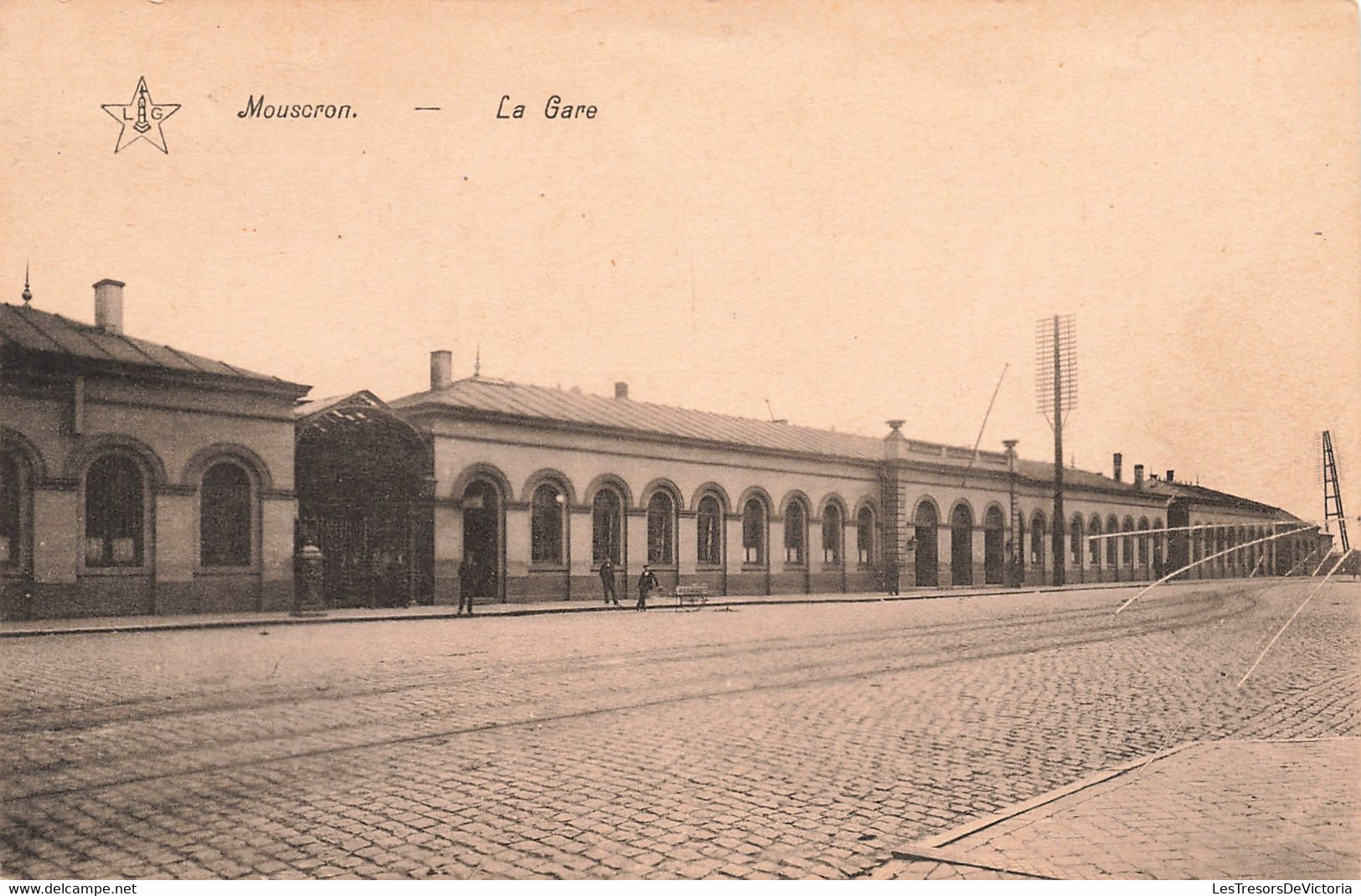
Bâtiment de la gare dans sa configuration initiale.

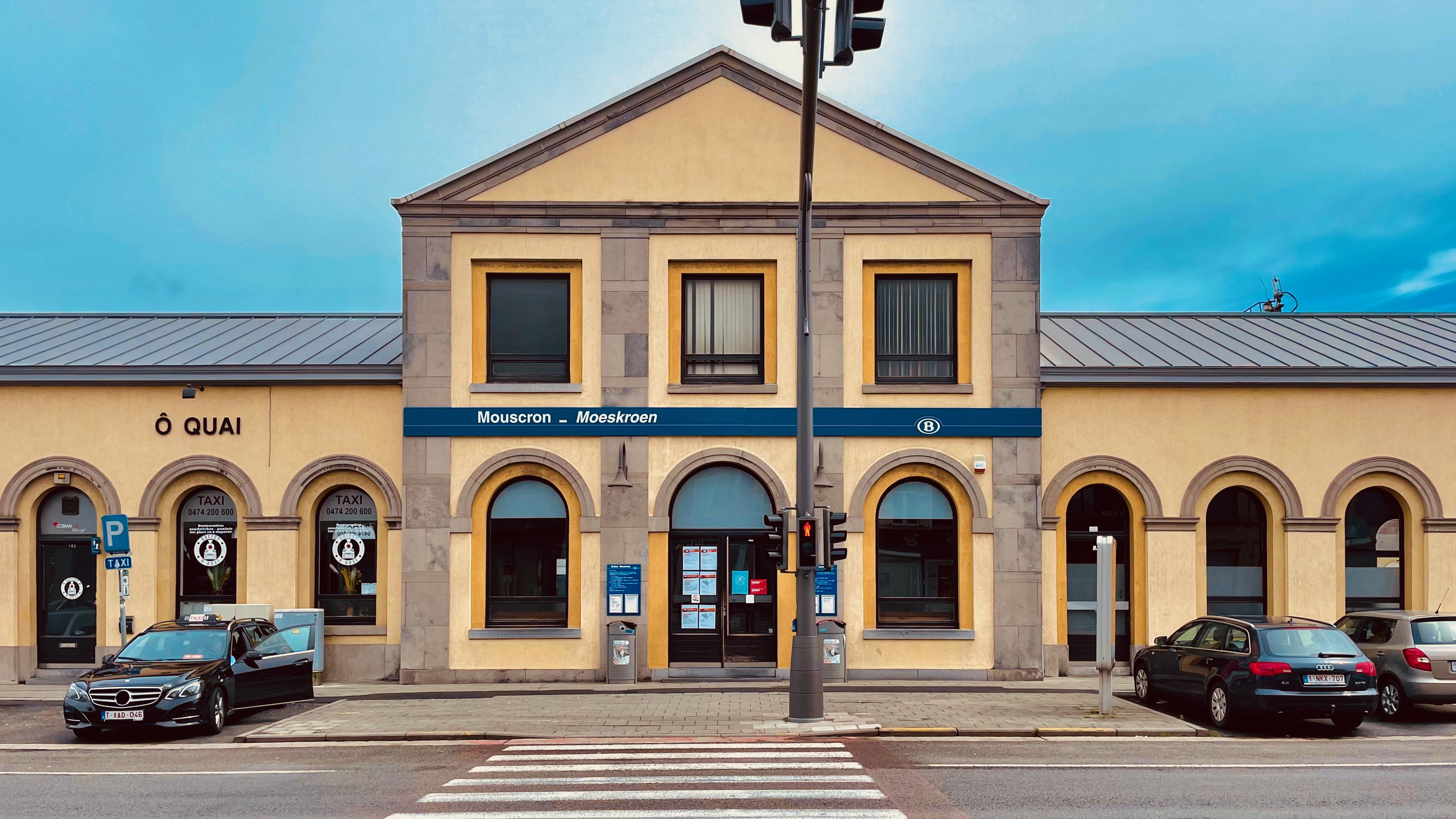
Nouveau pavillon central.

La station de Mouscron est inaugurée le dimanche 14 août 1842 et mise en service le 24 octobre de la même année par l'administration des chemins de fer de l'État belge, lorsqu'elle ouvre à l'exploitation la section de Courtrai à Mouscron de la ligne de Gand à la frontière française et Lille, et l'embranchement de Mouscron à Tournai. La section jusqu'à la frontière et la ligne française par Tourcoing est ouverte le 6 novembre 1842. L'inauguration officielle des lignes et des gares, notamment celle de Mouscron, a lieu le 14 novembre 1842, elle est suivie d'une cérémonie officielle, à Tournai, en présence du roi Léopold Ier de Belgique. Pour des raisons de sécurité il n'y a pas de circulation de trains appartenant à des administrations différentes sur une même ligne, les trains belges et français s'arrêtent donc de part et d'autre de la station. Situation identique à celle de la gare de Quiévrain.
La situation favorable de la gare, nœud ferroviaire des relations « entre le Hainaut, les Flandres et le bassin industriel français du Nord », et gare frontière d'une ligne internationale, permettent le développement de la ville et de ses installations ferroviaires. 
Cette gare de style néo-classique, dont l'architecte n'est pas connu, était à l'origine un très large édifice d'un seul étage constitué de 21 travées coiffées d'arcs en plein cintre sous une toiture à croupes continue en zinc. Le corps central, surmonté d'une balustrade décorée de deux vasques, est constituée de trois travées servant de portail, marqué de pilastres à refends. Il est flanqué de part et d'autre par des ailes comptant neuf travées, elles-mêmes prolongées par deux pavillons séparés comptant huit travées à arcs en plein cintre.
Par la suite, le corps central fut surhaussé d'un niveau sous bâtière, avec des fenêtres rectangulaires qui, bien que plus tardif, ressemble fort au corps central de gares édifiées à la même période. 
En 1967, d'importants travaux de réhabilitation et de modernisation permettent la mise en valeur de l'architecture des trois bâtiments principaux et un réaménagement fonctionnel de leurs utilisations. L'espace voyageurs est regroupé et les cheminots disposent d'installations modernes et centralisées.
Actuellement, le bâtiment de la gare de Mouscron est l'un trois des plus anciens de Belgique encore en activité.

## Service des voyageurs

### Accueil
Gare SNCB, elle dispose d'un bâtiment voyageurs, avec guichet, ouvert tous les jours. Des aménagements, équipements et services sont à la disposition des personnes à la mobilité réduite. Un buffet est présent en gare.
Un souterrain permet la traversée des voies et le passage d'un quai à l'autre.

### Desserte
Mouscron est desservie par des trains InterCity (IC), Omnibus (L) et d'Heure de pointe (P) de la SNCB, qui effectuent des missions sur les lignes 94 (Bruxelles - Hal - Mouscron) et 75 (Gand - Mouscron - Lille-Flandres) (voir brochures SNCB).
En semaine, la desserte comprend les trains suivants :
- des IC-24 reliant Courtrai à Saint-Nicolas, via Tournai et Bruxelles ;
- des IC-04 reliant Lille-Flandres à Courtrai qui poursuivent ensuite vers Gand et Anvers-Central ;
- trois IC-19 le matin qui relient Courtrai à Namur et un IC entre Namur et Courtrai l’après-midi ;
- des trains L circulant entre Mouscron et Quévy via Tournai et Mons ;
- une paire de trains P Mouscron - Tournai ;
- deux paires de trains P Mouscron - Schaerbeek.

Les week-ends et jours fériés, la desserte est constituée par :
- des IC-14 qui circulent entre Mouscron et Liers via Tournai, Mons, La Louvière, Charleroi, Namur et Liège ;
- des IC-04 reliant Lille-Flandres à Courtrai qui poursuivent ensuite vers Gand et Anvers-Central ;
- un unique train P entre Mouscron et Louvain-la-Neuve le dimanche soir, en période scolaire.

### Intermodalité
Un parc pour les vélos et un parking pour les véhicules y sont aménagés. Elle est desservie par des bus de la TEC, des réseaux De Lijn et Ilévia.

## Comptage voyageurs
Ce graphique et tableau montre le nombre de voyageurs embarquant en moyenne durant la semaine, le samedi et le dimanche.
| Nombre de passagers qui embarquent à la gare de Mouscron | Nombre de passagers qui embarquent à la gare de Mouscron | Nombre de passagers qui embarquent à la gare de Mouscron | Nombre de passagers qui embarquent à la gare de Mouscron |
|                                                          | Semaine                                                  | Samedi                                                   | Dimanche                                                 |
| -------------------------------------------------------- | -------------------------------------------------------- | -------------------------------------------------------- | -------------------------------------------------------- |
| 1977                                                     | 1 024                                                    | 269                                                      | 390                                                      |
| 1978                                                     | 975                                                      | 240                                                      | 344                                                      |
| 1979                                                     | 914                                                      | 214                                                      | 318                                                      |
| 1980                                                     | 1 180                                                    | 278                                                      | 316                                                      |
| 1981                                                     | 1 200                                                    | 332                                                      | 385                                                      |
| 1982                                                     | 1 543                                                    | 474                                                      | 613                                                      |
| 1983                                                     | 1 557                                                    | 511                                                      | 520                                                      |
| 1984                                                     | 1 756                                                    | 648                                                      | 659                                                      |
| 1985                                                     | 2 292                                                    | 861                                                      | 802                                                      |
| 1986                                                     | 1 874                                                    | 682                                                      | 616                                                      |
| 1987                                                     | 2 000                                                    | 675                                                      | 805                                                      |
| 1988                                                     | 1 715                                                    | 646                                                      | 844                                                      |
| 1989                                                     | 2 320                                                    | 908                                                      | 889                                                      |
| 1990                                                     | 2 174                                                    | 830                                                      | 1 132                                                    |
| 1991                                                     | 3 005                                                    | 1 000                                                    | 1 293                                                    |
| 1992                                                     | 3 150                                                    | 1 024                                                    | 1 368                                                    |
| 1993                                                     | 2 107                                                    | 654                                                      | 1 010                                                    |
| 1994                                                     | 3 114                                                    | 778                                                      | 1 048                                                    |
| 1995                                                     | 2 532                                                    | 714                                                      | 915                                                      |
| 1996                                                     | 2 543                                                    | 774                                                      | 1 039                                                    |
| 1997                                                     | 2 369                                                    | 1 120                                                    | 1 168                                                    |
| 1998                                                     | 2 080                                                    | 661                                                      | 1 626                                                    |
| 1999                                                     | 1 994                                                    | 590                                                      | 862                                                      |
| 2000                                                     | 2 156                                                    | 733                                                      | 917                                                      |
| 2001                                                     | 1 677                                                    | 490                                                      | 877                                                      |
| 2002                                                     | 1 838                                                    | 546                                                      | 958                                                      |
| 2003                                                     | 1 992                                                    | 624                                                      | 782                                                      |
| 2004                                                     | 1 810                                                    | 622                                                      | 794                                                      |
| 2005                                                     | 1 989                                                    | 734                                                      | 890                                                      |
| 2006                                                     | 2 088                                                    | 774                                                      | 969                                                      |
| 2007                                                     | 2 215                                                    | 778                                                      | 871                                                      |
| 2008                                                     | -                                                        | -                                                        | -                                                        |
| 2009                                                     | 2 064                                                    | 740                                                      | 859                                                      |
| 2010                                                     | -                                                        | -                                                        | -                                                        |
| 2011                                                     | -                                                        | -                                                        | -                                                        |
| 2012                                                     | 2 439                                                    | 741                                                      | 903                                                      |
| 2013                                                     | 2 284                                                    | 797                                                      | 762                                                      |
| 2014                                                     | 2 225                                                    | 846                                                      | 1 080                                                    |
| 2015                                                     | 2 028                                                    | 775                                                      | 768                                                      |
| 2016                                                     | 1 897                                                    | 840                                                      | 1 148                                                    |
| 2017                                                     | 1 806                                                    | 709                                                      | 844                                                      |
| 2018                                                     | 1 668                                                    | 723                                                      | 750                                                      |
| 2019                                                     | 1 855                                                    | 970                                                      | 1 237                                                    |
| 2020                                                     | 1 416                                                    | 728                                                      | 849                                                      |
| 2021                                                     | -                                                        | -                                                        | -                                                        |
| 2022                                                     | 1 714                                                    | 1 082                                                    | 1 129                                                    |
| 2023                                                     | 1 975                                                    | 1 360                                                    | 1 343                                                    |
| 2024                                                     | 1 970                                                    | 1 019                                                    | 1 152                                                    |

Installations de la gare en 2010
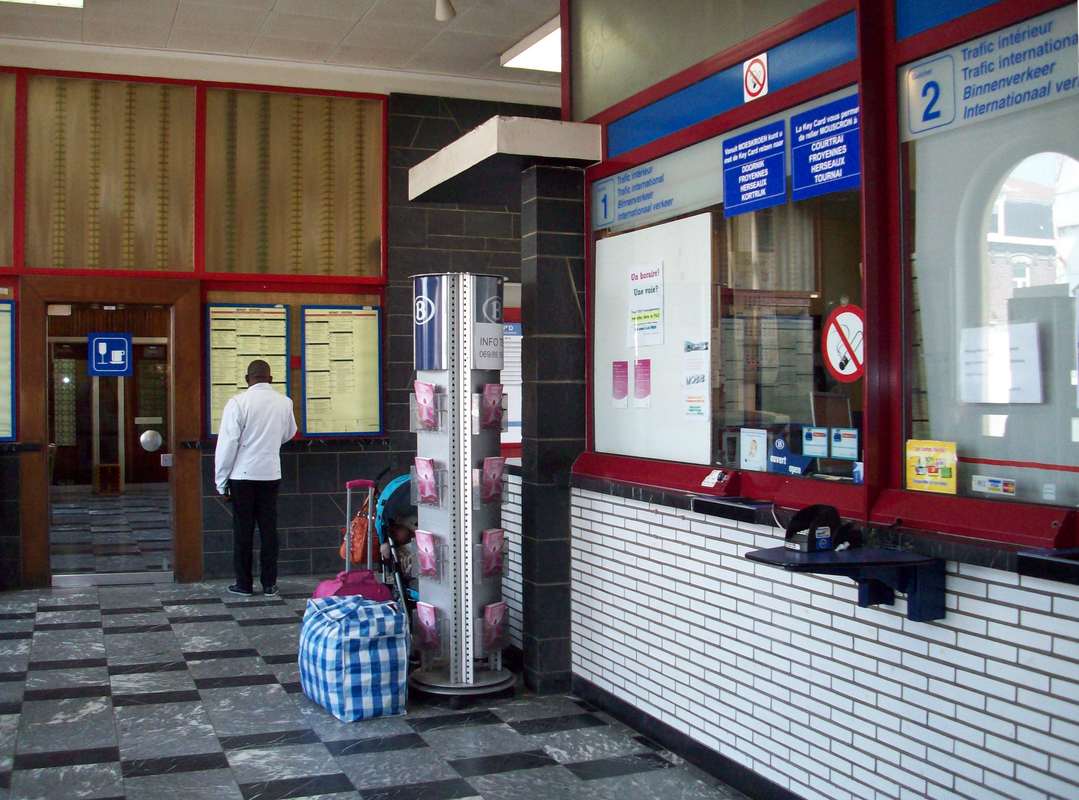
Guichet.
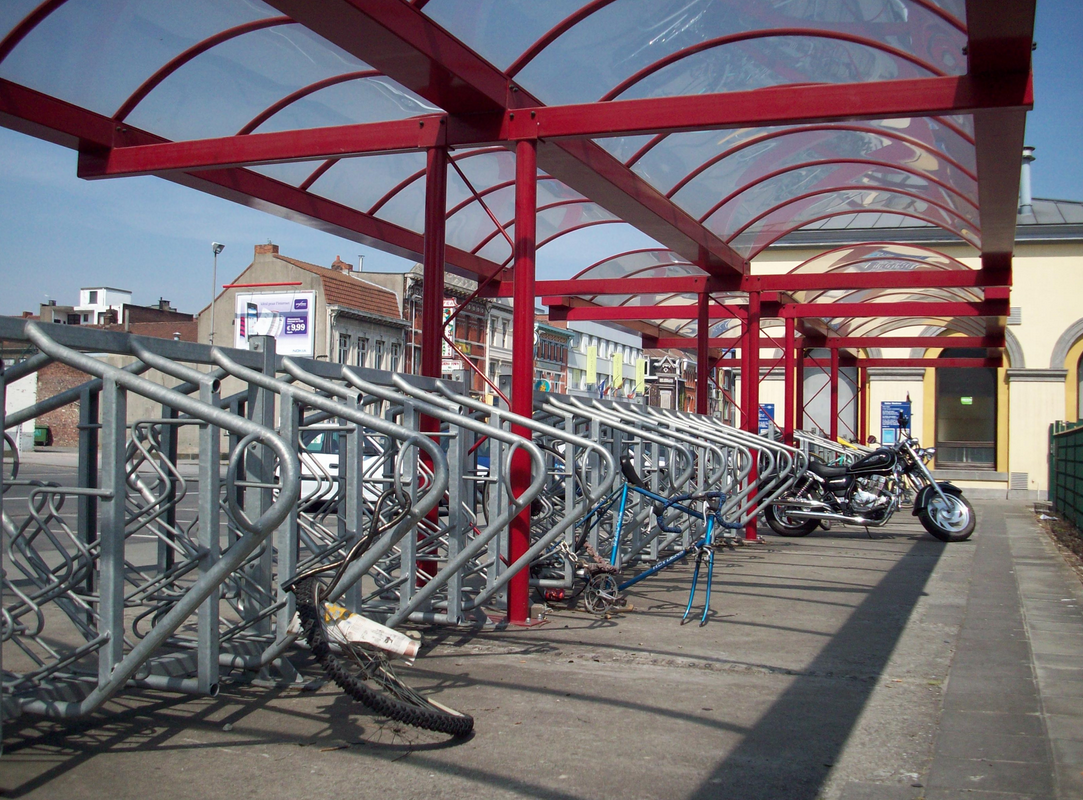
Parc à vélos.
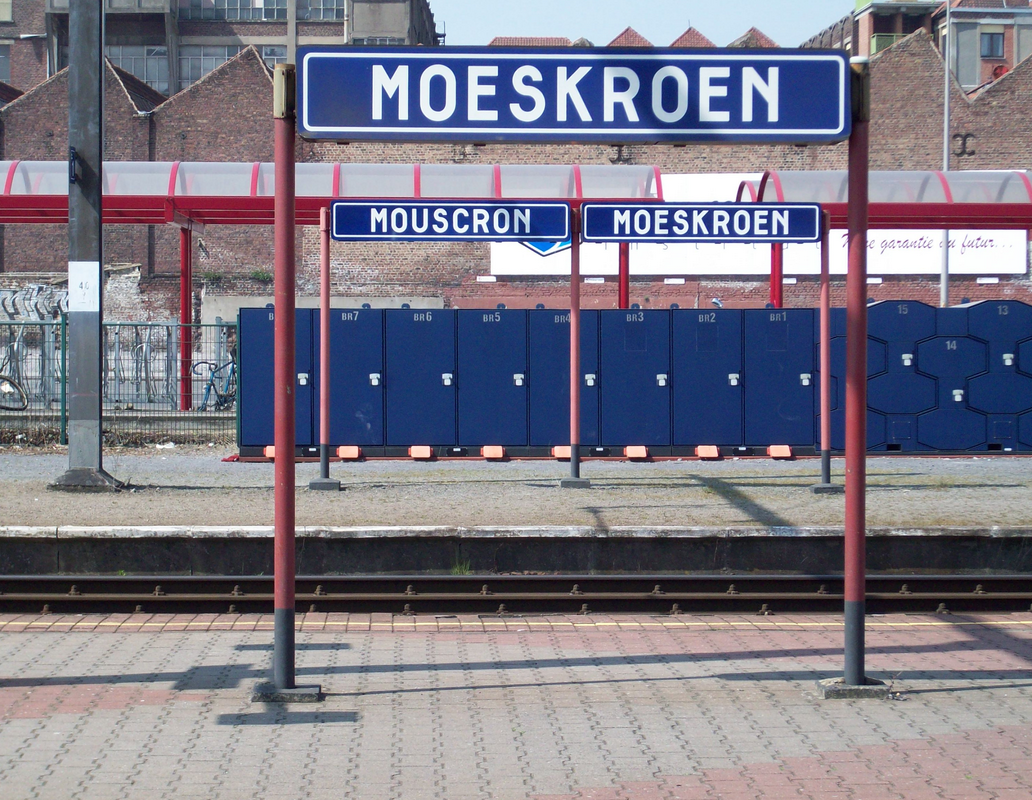
Panneau de quai.
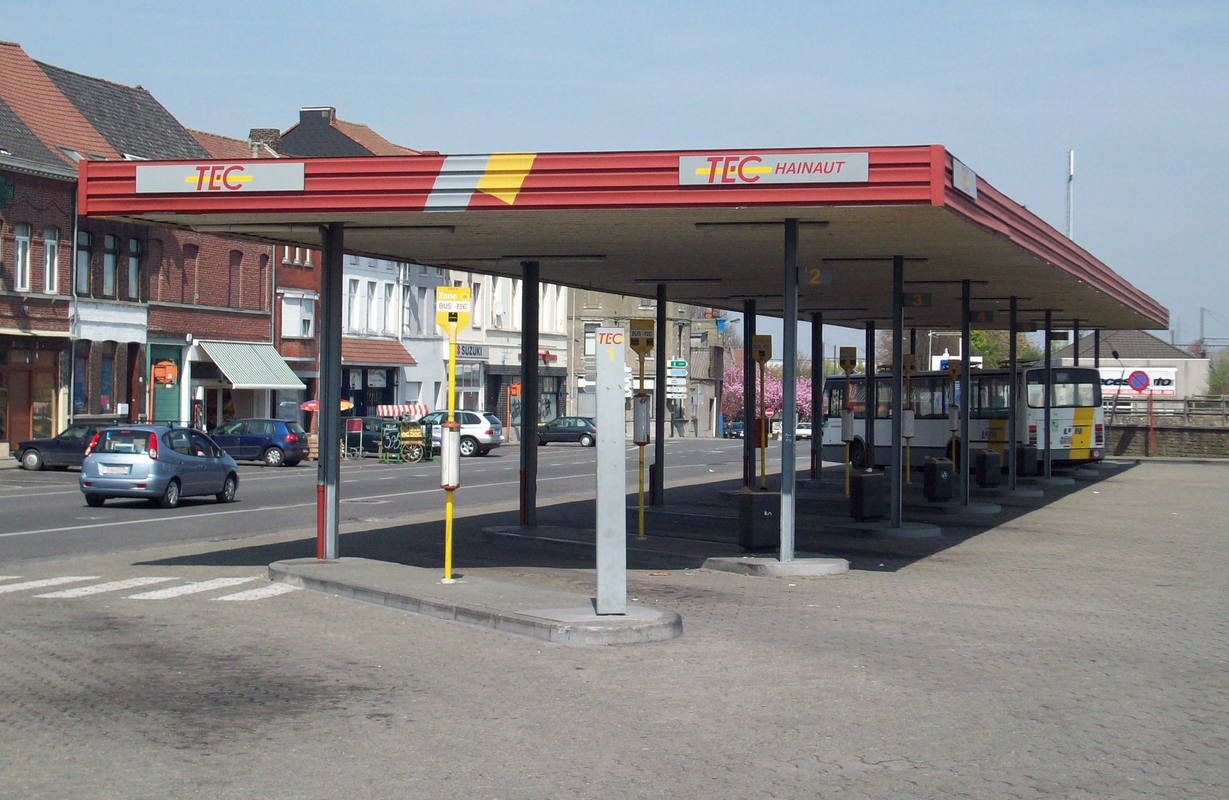
Gare routière.

## Service des marchandises
La gare de Mouscron dispose d'un faisceaux de voies, d'infrastructures et du personnel permettant l'accueil des trains de marchandises.